# 芳野友美
芳野 友美（よしの ゆみ、1980年〈昭和55年〉7月2日 - ）は、日本の女優。福岡県嘉穂郡筑穂町（現・飯塚市）出身。
ハーモニー所属。身長：157cm、体重：40kg、スリーサイズ：B77cm,W56cm,H78cm、シューズ：23cm。福岡県立嘉穂東高等学校卒業。

## 来歴

### 経歴
- 1997年、『JUNON』「S・Sガールズコンテスト」審査員特別賞受賞[3]。同年、EYE'X「瞳の奇麗な女の子」グランプリ受賞[3]。「S・Sガールズコンテスト」では、篠原ともえの物真似を披露した[4]。
- 2000年、篠原ともえのプロデュースにより、芳野わかめとして「2000☆(にせんぼし・トゥーサウザンドスター)」でデビュー。この芸名はサザエさんの登場キャラクターの磯野ワカメに因んだものだった[4]。しかし、その後2001年4月に「学業に専念するため」休業。
- 大学卒業後、2003年ごろから芸名を本名に戻して女優としての芸能活動を再開する。芸能界復帰の理由として「芸能界への未練がすごかった。落ちぶれ感をすごく感じたのと、元々女優志望だったことから、やっぱり女優をやりたいという思いがあった」と話している[4]。いくつかの事務所を転々としたのち、現所属事務所には演技のワークショップで一緒だった人の紹介で入った[4]。
- 所属事務所からの勧めで、フジテレビ『わかってちょーだい!』より再現VTRに出演するようになり[4]、その後『行列のできる法律相談所』にて演じたノッチの恐妻役などによりSキャラに定評がある。現在の事務所に所属する前は再現ドラマは正直嫌だったということであるが、当時は仕事を選んでいる場合じゃないとして始めたということで、現在では「再現ドラマの女王」と呼ばれるまでになっている[4]。

### 受賞歴・任命歴
- 1997年、『JUNON』「S・Sガールズコンテスト」審査員特別賞受賞。EYE'X「瞳の奇麗な女の子」グランプリ受賞。
- 2014年、一日警察署長（福岡県飯塚警察署）。一日暴追隊長（飯塚築暴力追放・生活安全推進住民会議）。
- 2019年、『週刊SPA!』「グラビアン魂アワード2019」みうらじゅん個別賞「キレイすぎるお姉さんで賞」受賞[5]。
- 2022年、飯塚ふるさと応援大使[2]。

## 人物

### 趣味・特技
趣味は読書、特技は水泳、陸上、ブラインドタッチである。

### エピソード
- 4歳上の姉と2歳下の弟[6]がいる。
- 2018年頃より競馬場に魅了される。馬に関して泣くことがテレビ番組で紹介され話題になり、以降競馬関係の出演も増えている。
- 2024年時点、女優業だけでは収入が少ないため、建築会社での事務のアルバイトもしており、ほかにはブログの広告やオンラインサロンでの生配信でも収入を得ている[7]。

## 出演

### テレビドラマ
(太字はゲスト出演)
- おとり捜査官北見志穂スペシャル（2004年）
- 多摩南署たたき上げ刑事・近松丙吉8 最期のメッセージ（2008年）
- いい夫婦になるための3つの秘訣「夫のケイタイ」（2008年、ファミリー劇場）
- インディゴの夜 エピソード11（2010年3月19日、東海テレビ） - 明智家のお手伝い 役
- 月曜ゴールデン 釣り刑事（2010年、TBS）
- 龍馬伝（2010年、NHK）
- 連続テレビ小説（NHK）
  - おひさま 第45話（2011年5月25日）
  - 花子とアン（2014年） - 嘉納家の女中 役 / 筑豊ことば指導
  - 半分、青い。 第103話、第104話（2018年7月30日、7月31日） - 看護師 役
  - エール 第113話、第118話（2020年11月18日、11月25日） - 池田の秘書 役
- 花ざかりの君たちへ〜イケメン☆パラダイス〜2011 第3話（2011年7月24日、フジテレビ）
- ヤメ検の女3（2012年）
- 13歳のハローワーク 第2話（2012年1月20日、テレビ朝日） - 佐伯千里 役
- 仮面ライダーシリーズ（テレビ朝日）
  - 仮面ライダーフォーゼ 第23話（2012年2月19日）
  - 仮面ライダーガヴ 第1話（2024年9月1日） - 始の母 役
- ビギナーズ! 第1話（2012年7月12日、TBS）
- 八重の桜 第35話、第36話（2013年、NHK） - 梅本ぬい 役
- 孤独のグルメ Season3 第9話（2013年9月4日、テレビ東京） - 女性店員(2) 役
- 衝撃ゴウライガン!! 第1話ゲスト（2013年10月4日、テレビ東京） - ゆみさん 役 準レギュラー
- 松本清張スペシャル　顔（2013年10月3日、フジテレビ）
- 実験刑事トトリ2 第1話（2013年10月12日、NHK） - 長瀬恵美 役
- ドクターハート 薮田公介の事件カルテ （2014年、2016年） - 木村良枝 役
- 深夜の用心棒EPISODE#0（2014年5月16日、テレビ神奈川）
- 牙狼-GARO- -魔戒ノ花- 第8話（2014年5月23日、テレビ東京） - マミ 役
- マルホの女〜保険犯罪調査員〜 第9話（2014年6月13日、テレビ東京） - 看護師 役
- 私は父が嫌いです（2015年3月29日、NHK BSプレミアム） - 西江悠 役
- 美女と男子 第3話（2015年4月28日、NHK） - 水野嘉穂 役
- 婚活刑事 第9話、第10話（2015年9月4日、9月10日、日本テレビ） - 青山ルミ 役
- 4号警備 第4話（2017年4月29日、NHK） - 熊田典子陣営のスタッフ 役
- カンナさーん!（2017年7月18日 - 9月17日、TBS） - 福井優子 役　レギュラー
- 監獄のお姫さま 第2話（2017年10月24日、TBS）
- 欠点だらけの刑事（2018年2月4日、テレビ朝日） - 坂本菜摘 役
- 西郷どん（2018年5月27日、NHK）
- ヒモメン（2018年2月48日、テレビ朝日）
- 大恋愛～僕を忘れる君と 第1話（2018年10月12日、TBS）
- 親不孝通りのドブ恋 第4話、第6話、第7話（2018年11月21日、12月5日、12日、テレビび西日本） - ノゾミ 役
- 家売るオンナの逆襲 第3話（2019年1月23日、日本テレビ） - 車田智代 役
- 節約ロック 第3話（2019年2月25日、日本テレビ） - エステティシャン 役
- 警視庁・捜査一課長スペシャル3（2019年4月21日、テレビ朝日） - 千葉真美加 役
- 集団左遷!! 第3話（2019年5月5日、TBS） - クリニック客 役
- パーフェクトワールド 第3話（2019年5月7日、フジテレビ） - ジュエリーショップ店員 役
- おしい刑事 第2話、第3話、第4話（2019年5月12日、19日、26日、NHK BSプレミアム） - 灰田絵奈の幼少時代の母親 役
- 俺のスカート、どこ行った？ 第7話（2019年6月1日、日本テレビ） - 明智秀一の母親 役
- インハンド 第10話、第11話（2019年6月14日、21日、TBS） - レポーター 役
- 盤上の向日葵 第1回（2019年9月8日、NHK BSプレミアム） - 松本朝子 役
- この男は人生最大の過ちです 第6話 （2020年2月23日、テレビ朝日） - 爽太の母 役
- 赤い刻印～ショカツ刑事・羽角啓子（2020年3月23日、TBS） - 原田奈緒美 役
- 新・信濃のコロンボ 追分殺人事件（2020年6月8日、テレビ東京） - クミ田奈緒美 役
- 青のSP―学校内警察・嶋田隆平― 最終話（2021年3月16日） - 三村翠 役
- 天国と地獄〜サイコな2人〜 第一話（2021年1月17日） - 制服の女 役
- リコカツ 第弐話（2021年4月23日） - 早乙女の妻 役
- マイファミリー 第9話（2022年6月5日、TBS）
- 勝利の法廷式 第6話（2023年5月18日、読売テレビ・日本テレビ） - 神楽蘭の母 役
- VIVANT 第4話（2023年8月6日、TBS） - 井上 役
- 厨房のありす（2024年） - 十嶋恵 役
- 火曜9時枠 オクラ〜迷宮入り事件捜査〜 第6話（2024年11月12日、フジテレビ） - 加勢明日香 役[8]
- 御上先生 第5話（2025年2月16日、TBS） - 渋谷加奈子 役

### 映画
- 秘密（2001年、東宝） ※芳野わかめ
- けっこう仮面・リターンズ（2004年、アートポート） - 磯野彩菜 役
- けっこう仮面・SUPRISE
- 橘くんのばか（2006年） - 主演
- WBG ウエストバウンド・ガールズ（2007年、TMC）
- オセロ道（2009年）
- ゾミさん LOST FILE～タマミちゃんとの夏 / 霊魂の実在～（2009年） - ナゾミ 役
- アバター （2011年）
- サチ子の場合。（2011年） - サチ子 役
- 秘愛（2013年、オールインエンタテインメント）
- 海竜を見た日（2013年、FORON）
- Rainbow connection（2015年、Rainbow CNT）
- 恐竜の詩 (2018年、ダ・カーポ)

### 情報・バラエティ（再現ドラマ出演）
- わかってちょーだい!（2007年、フジテレビ）
- 独占!金曜日の告白 （2007年、フジテレビ） - 石川ひとみ 役
- 週刊オリラジ経済白書 （2007年、日本テレビ） - 未唯 役
- 中居正広の金曜日のスマたちへ（2007年 - 、TBS）
  - 2007年11月9日、11月16日 - 久本雅美 役
- 江原啓之スペシャル 天国からの手紙（2007年、フジテレビ）
- ハピふる! （2007年 - 2008年、フジテレビ）
- 行列のできる法律相談所（2008年 - 、日本テレビ）
  - 2008年06月15日 - つるの剛士の妻（遠藤美紀） 役
  - 2010年03月21日 - ノッチの妻（佐藤友美） 役
  - 2010年09月26日 - ノッチの妻（佐藤友美） 役
  - 2011年01月02日 - ノッチの妻（佐藤友美） 役
  - 2012年06月03日 - 小島慶子 役
  - 2013年03月03日 - 布施博の妻 役
  - 2013年04月28日 - 北山たけしの妻
  - 2013年06月30日 - 豊ノ島大樹の妻（竹内沙帆） 役
  - 2013年07月07日 - 徳光正行の妻 役
  - 2013年09月22日 - 中田有紀 役
  - 2014年01月05日 - 上原多香子 役
  - 2014年11月30日 - 別所哲也の妻 役
  - 2015年03月15日 - 橋本マナミ 役
  - 2015年04月12日 - 上田まりえ 役
  - 2015年04月19日 - 中野信子 役
  - 2016年11月06日 - 松本薫 役
  - 2017年01月15日 - 緒方かな子 役
  - 2017年01月29日 - 佐藤二朗の妻 役
  - 2017年04月09日 - 水野美紀 役
  - 2017年11月19日 - 土屋礼央の妻 役
- サタデーバリューフィーバー「タイムマシン株式会社」（2008年6月7日、日本テレビ）
- THE M（2008年、日本テレビ）
- 人生が変わる1分間の深イイ話（2008年、2011年、2012年、日本テレビ）
- スパイスTV どーも☆キニナル!（2008年 - 2010年、フジテレビ）
- 24時間テレビ 「愛は地球を救う」（2008年、2009年、2011年、2012年、2015年、日本テレビ）
  - 2015年 - 久保田苛湖 役
- ホンネの殿堂!!紳助にはわかるまいっ（2009年 - 2010年、フジテレビ）
- 奇跡体験!アンビリバボー（2009年 -、フジテレビ）
  - 2010年5月20日 - 京谷和幸の妻（京谷陽子） 役
- サタデーバリューフィーバー妻は見た!偉人のすっぴん〜ある夫婦の愛の物語〜（2009年4月18日、日本テレビ） - 妻木煕子 役（明智光秀の妻）
- さんま&SMAP!美女と野獣のクリスマススペシャル （2009年、日本テレビ）
- 好きになった人 （2010年、日本テレビ）
- 金曜日のキセキ （2010年-2011年、フジテレビ）
- 3分間で奇跡を起こせ!ウルトラマンDASH （2011年、日本テレビ）
- THE カテゴライザー（2011年、日本テレビ）
- ヒルナンデス!（2011年、日本テレビ）
- 世代別タイムスリップSHOW「サイセンターン」（2011年、TBS）
- 世界1のSHOWタイム〜ギャラを決めるのはアナタ〜 第4弾（2011年、日本テレビ）
- ジェネレーション天国 （2011年、2013年、フジテレビ）
- スパモク!!マサカっ!の実話SHOW（2012年5月10日、TBS） - 中島知子 役
- 超再現!ミステリー（2012年6月12日、日本テレビ） - 松濤紘子（犯人） 役
- 男と女と罪と罰!!本当にあった隣の事件ファイル（2012年6月26日、テレビ東京）
- 世紀のワイドショー!ザ・今夜はヒストリー（2012年、TBS）
- デトリラ（2012年、フジテレビ）
- ラブネプ （2012年 - 2013年、TBS）
- 月曜から夜ふかし （2012年 - 2014年、日本テレビ）
- 私の何がイケないの? （2012年、2015年、TBS）
  - 2012年7月3日 - 自作自演女（平山裕子）役
  - 2015年4月6日 - 猪瀬直樹の妻（猪瀬ゆり子） 役
- あなたの知るかもしれない世界（2013年6月14日、フジテレビ）
- 踊る!さんま御殿!!（2013年8月6日、日本テレビ）
- 相葉マナブ（2013年8月25日、テレビ朝日）
- ぶっちゃけ告白TV!カミングアウト!（2013年、フジテレビ）
- ありえへん∞世界 （2013年 - 2014年、テレビ東京）
  - 2013年7月9日 - 豆田敏典の妻 役
- ブラマヨ衝撃ファイル 世界のコワ〜イ女たち（2014年、TBS）
- 奥様はモンスター（2013年 - 2014年、TBS）
- 開局50周年記念特別企画 50年のモヤモヤ映像大放出!この手の番組初めてやりますSP（2014年3月2日、テレビ東京）
- 夜だけど…あさイチ（2014年8月11日、NHK）
- 王様のデザート（2015年、TBS）
- 有吉ゼミ（2015年、日本テレビ）
- 大後悔時代 失敗から学ぶTV（2015年、TBS）
- 家族炎上バラエティーお嫁ちゃん姑ちゃん（2015年、TBS）
- 成功の遺伝史～日本が世界に誇る30人～（2015年、日本テレビ）
- 仕返さナイト（2015年、テレビ朝日）
- ザ!世界仰天ニュース（2015年2月19日、日本テレビ） - 藤井将雄の妹（マリ子） 役
- 千原ジュニアのヤバい!シニア昔ばなし【シニア芸能人が強烈エピソードを連発!】（2015年3月28日、ABCテレビ） - 戸川昌子 役
- 巷のリアルTV カミングアウト!（2015 - 2016年、フジテレビ）
- 解決!ナイナイアンサー（2015 - 2016年、日本テレビ）
- ビビット（2016年 - 、TBS）
- 医者が勧める人生ゲーム（2016年2月21日、日本テレビ）
- やっぱり犬も好き!お手上げワンちゃんなんて呼ばせない!愛のカリスマ調教師 密着SP（2016年4月24日、フジテレビ） - ブラザートムの妻 役
- 実録!ひばりと裕次郎 幻の映像ついに初公開 昭和スター伝説の真相（2016年10月6日、TBS）
  - 2016年10月16日 - 東国原英夫の妻 役
- コレって私、悪くないよね?（2017年2月4日、テレビ東京）
- アド街ック天国（2017年2月18日、テレビ東京） - 井伊直虎 役
- 結婚したら人生劇変!○○の妻たち（2017年6月19日、TBS）
- 壮絶人生ドキュメント プロ野球選手の妻たち（2017年7月17日、TBS）
- 好きか嫌いか言う時間（2017年7月17日、TBS）
- 世界一受けたい授業（2014年、2017年、日本テレビ）
  - 2014年8月16日 - 増田恵子 役
  - 2017年9月03日 - 清少納言 役
- くりぃむしちゅーの掘れば掘るほどスゴイ人（2017年9月4日） - 野口みずき 役
- 新流〜未来との遭遇〜（2017年9月10日、テレビ東京） - 角田ともみ 役
- 1周回って知らない話（2017年11月1日、日本テレビ） - 松本伊代 役

### 情報・バラエティ（再現ドラマ出演以外）
- HEY!HEY!HEY! MUSIC CHAMP（2000年、フジテレビ）※篠原ともえwithわかめとして
- GameWave（2000年10月4日 - 2001年4月4日、テレビ東京） - ファミ通 News Expressレポーター
- 森田一義アワー 笑っていいとも!（2000年11月23日、フジテレビ）
- デジタルパンツ（レギュラー、スカイパーフェクトTV）
- ハッピーパソコンライフ（レギュラー、スカイパーフェクトTV）
- 生活達人 （2006年 - 2007年、TBS）
- 全力坂 （2007年、テレビ朝日）
- 婚活ABeeC大辞典（2010年、BeeTV）
- サンデージャンクション （2012年 - 2013年、TBS）
- 女子力カウンセラーナオコ（2012年、JCN、J:COM）
- ぶるぺん（2013年、ゲスト出演Ustream）
- アナタメマン（2013年、フジテレビ見参楽）
- 小力の小部屋（2017年6月21日、マシェバラ）
- ものまねグランプリ（日本テレビ）
  - 2017年5月16日 - 柴咲コウのそっくりさん
  - 2017年8月13日 - 柴咲コウのものまね
- マツコの知らない世界「再現女優の世界」（2017年6月6日、TBS）
- みんなのニュース「気になる職業の給料4」（2017年11月1日、フジテレビ）
- 有田哲平の夢なら醒めないで「バイト生活から抜け出したい芸能人SP」（2018年5月29日、TBS）
- Ｗの悲喜劇 #50「ごっこい生きてる！ド根性ガール」（2018年8月4日、5日、6日、AbemaTV）
- GOMI IS MONEY（2018年11月9日、テレビ朝日
- 今夜くらべてみました「トリオTHE東京育ちと時々田舎女子」 (2018年11月14日、日本テレビ)
- ブラ迷相談部 その悩み!小杉と吉田まで（2019年2月20日、東海テレビ）
- セブンルール (2019年2月26日、カンテレ)
- オザワナイト (2019年6月22日、29日、7月6日、TBS)
- 快傑えみちゃんねる (2019年6月28日、関西テレビ)
- アウト×デラックス（2019年10月17日、11月21日、フジテレビ）
- Live News it!（2020年2月3日、フジテレビ）
- 踊る!さんま御殿!!「細かすぎて面倒な人VS大雑把でズボラな人!」（2020年10月27日、日本テレビ）（スタジオゲスト。自身に関する再現ドラマにも出演）

### CM
- EYE'X（1997年）
- NTTドコモ東海（1999年） ※芳野わかめ
- サークルK（2000年） ※芳野わかめ
- 大正製薬 大正漢方胃腸薬（2004年）
- ヨドバシカメラ（2008年、2010年）
- GYAO!ストア（2010年）
- 花王メンズビオレ（2010年）
- 大黒屋「女子会」篇（2011年）
- ロレアルパリ エルセーヴ ダメージケアPROEXクイックオイルリペアトリートメント（2012年）
- ベストブライダル「家族挙式」（2013年）
- auスマートパス「あんしん」篇（2014年）
- きよまろ浄水器（2015年）
- アビバホールディングス（2015年）
- グリコ カフェオーレ「3時のひとゆるみ」篇（2016年）
- バファリン（2017年）
- ハナマルキ　液体塩こうじ「早く教えてよね」編（2017年）

### ラジオ
- 明朗とK子のトークルーム（2008年、FMたちかわ）
- 中野とも子のハートに赤チン（2008年、USEN）
- 気ままにラジオ 雨の日晴れの日曇りの日（2013年、西日本放送）
- Flying AIR Friday（2014年、COMI×TEN）
- PAO～N（2014年、KBCラジオ）
- 近兼拓史のウィークリーワールドニュース（2017年-、ラジオ大阪）
- あみるのママで（2017年、ラジオ大阪）
- くにまるジャパン極（2019年、文化放送）
- 伊集院光とらじおと（2019年、TBSラジオ）
- 志の輔ラジオ 落語ＤＥデート（2019年、文化放送）

### 舞台
- カサブタ〜牧野家の幸福な人々〜（2006年、少年オヤジ）
- again（2007年、TEAM JAPAN SPEC.）
- No Pain, No Gain.（2007年、TEAM JAPAN SPEC.） - サトウ美恵子 役
- 焼肉タンゴ（2008年、THEATRE the ROCKETS）
- バックヤード〜可愛いだけじゃダメかしら〜（2009年、ファーストピック）
- ユダヤ女（2010年、A.M.D企画） - 内山奈々 役
- but・and（2014年、劇団男魂）

### イベント
- crush（2008年5月23日）
- crush 2nd（2008年6月28日）
- RING×RING×RING vol.1（2008年7月10日）
- ハーモニー祭り（2008年9月7日）
- crush b（2008年10月4日）
- 福岡県立嘉穂東高等学校　ようこそ先輩！特別編　講師（2014年9月29日）
- 飯塚警察署　一日警察署長、一日暴追隊長（2014年10月22日）
- 飯塚病院　一日看護部長（2019年5月14日）

### 競馬関連
- ＪＲＡ小倉競馬場トークイベント（2019年12月21日、28日）
- 競馬場の達人（2020年2月2日、グリーンチャンネル）
- みんなのKEIBA＜こっそり裏実況＞（2020年、フジテレビ公式WouTubeEBチャンネル）
- 日曜競馬ニッポン（2020年3月15日、ニッポン放送）
- うまハピ（2020年4月6日、フジテレビ）
- 日本漫遊ウインズの旅（2020年5月、グリーンチャンネル）
- 草野仁のGate J.プラス（2020年7月2日、16日、グリーンチャンネル）

## 作品

### DVD
※太字タイトルはBD版同時発売
- Tropical BAMBINO（2003年、コム・アライアンス）
- breath（2004年、イーネット・フロンティア）
- Sweet Room〜甘い誘惑〜（2006年、イーネット・フロンティア）
- 池田武央のサイコトライアングル 霊界域 闇からの叫び（2009年、アースゲート）
- Girl's Talk（2010年、ハーモニー）
- SMILE（2011年、ハーモニー）
- Triangle（2013年10月24日、イーネット・フロンティア）[9]
- Girl's Talk 2（2014年、ハーモニー）
- ハーモニーガールズDVD「女子旅Ⅱ」（2016年、ハーモニー）
- Girl's Talk 3（2017年、ハーモニー）
- ùltimo（2018年1月17日、双葉社）[10]
- Eternity（2018年7月20日、ラインコミュニケーションズ）[11][12]
- 美・芳る（2019年7月26日、エスデジタル）[13][14]
- Souvenir（2020年5月20日、ラインコミュニケーションズ）[15][16]
- Aromatic（2023年2月24日、エスデジタル）[17][18]
- Secret Fragrance（2024年12月20日、エスデジタル）[19][20]

### CD
- 2000☆（2000年、日本コロムビア） ※芳野わかめ
- ☆Lucky Star☆（2000年、日本コロムビア） ※芳野わかめ
- kuroyuri（2008年）

### 写真集
- 或る女（2017年12月15日、双葉社、撮影：佐藤裕之）ISBN 978-45753-13246[21]
- デジタル写真集
  - studio magic Disc 誘 / 惑（2009年、ハーモニー）
  - pure（2010年、ハーモニー）
  - CAUTION Disc 1 / 2（2010年、ハーモニー）
  - color（2012年、ハーモニー）
  - HOW Disc H / O / W（2013年、ハーモニー）
  - ★Paradise★ Disc A / B（2014年、ハーモニー）
  - MOON Disc A / B / C（2014年、ハーモニー）
  - 女子旅（2015年、ハーモニー）
  - collection Disc A / B / C / D（2016年、ハーモニー）
  - CHANGE Disc A / B（2016年、ハーモニー）
  - Lucky Bag（2017年、ハーモニー）
  - sunny rain Disc A / B（2017年、ハーモニー）
  - 秘蜜の時間 週刊大衆デジタル写真集（2020年3月12日、双葉社、撮影：田畑竜三郎）[22]

### 単行本
- のらりくらりと生きていく（2022年2月10日、総合法令出版）ISBN 978-4862808387

## その他

### 新聞
- 西日本新聞 2014年8月18日刊（2014年、西日本新聞）
- スポーツニッポン 2017年12月4日刊（2017年、スポーツニッポン）
- zakzak 連載コラム「再現いろはにほへと」（2019年～、夕刊フジ公式サイト）

### 雑誌
- ハイパーホビー 2007年11月号（2007年、徳間書店）
- CIRCUS MAX 2010年6月号（2010年、ベストセラーズ）
- 心やすらぐ宿坊の旅（2010年、双葉社）
- サンデー毎日 2014年8/17・8/24合併号（2014年、毎日新聞出版）
- WING（WING）
  - 2014年08月号
  - 2014年11月号
- 女性自身 2017年8/22・8/29合併号（2017年、光文社）
- FLASH 2017年10/31号（2017年、光文社）
- 週刊大衆（2017年、双葉社）
  - 2017年8/21・8/28合併号
  - 2017年12/18号

### 広告
- VTVジャパン HPイメージ写真（2007年）
- GeoMation（ジオメーション）広告（2016年、日立ソリューソンズ）
- 田苑酒造（2018年～）
- 埼玉県庁（2018年）